# Summit Entertainment
Summit Entertainment LLC là một công ty chuyên sản xuất và phân phối điện ảnh. Công ty thuộc sở hữu của hãng phim Lionsgate và đặt trụ sở chính tại Santa Monica, California.

## Lịch sử phân phối điện ảnh
- Vương quốc Anh và Ireland
  - Momentum Pictures (2005–2008)
  - Entertainment One (2008–2016)
  - Icon Film Distribution (The Beaver only)
  - Lionsgate UK (2016–nay)
  - Universal Pictures UK (loạt phim Step Up)
  - Entertainment Film Distributors (hiếm khi)
- Pháp
  - SND Films (2008–nay)
  - Universal Pictures France (loạt phim Step Up)
- Canada
  - Entertainment One (2009–nay)
  - Alliance Films (2011)
- Tây Ban Nha
  - Aurum Producciones (2007–nay)
- Úc/New Zealand
  - Roadshow Films (2004–nay)
  - Hoyts (2007–2013)
  - Icon Entertainment International (2009–nay)
  - StudioCanal Australia (2013)
  - Sony Pictures Releasing Australia (2013)
  - Entertainment One (2014–nay)
- Bắc Âu
  - Nordisk Film (2007–nay)
- Brazil
  - Paris Filmes (2005–nay)
- Colombia
  - Quality Films (2004–nay)
  - Cine Colombia (2008–nay)
  - IDC: International Distribution Company (2008–nay)
- Scandinavia
  - SF Studios (rarely)
  - Nordisk Film (2012–nay)[2]
- Thái Lan
  - Mongkol Major (2005–nay)
- Indonesia
  - SinemArt (2011–nay)
- Pakistan
  - Hunerkada Films (2016–nay)
- Nhật Bản
  - Paramount Pictures (2007–nay)
- Nga
  - 20th Century Fox (2009-2014)
  - Warner Bros. (2014–nay)